# Луис, Эмма
Эмма Луис (англ. Emma Louise; род. 16 июля 1991, Кэрнс) — австралийская певица и автор-песен. В 2011 году была номинирована на премию J Award Unearthed в номинации «Исполнитель года». Позже была номинирована на премию 2013 ARIA Awards в номинации «Лучшая исполнительница». Также она завоевала множество наград Квинсленда. Выступала на разогреве у группы Boy & Bear.
В 2013 году немецкий диджей Wankelmut записал ремикс-кавер на песню Эммы «Jungle». В дальнейшем ремикс стал дважды платиновым в Италии и вошёл в топ 30 немецкого чарта песен. В 2014 году американский диджей MK записал ремикс на кавер Wankelmut, который был выпущен под названием «My Head Is a Jungle [MK Remix]». Ремикс занял первое место iTunes Electronic Charts и второе в чарте Великобритании. На волне успеха в 2014 году международный дом моды Yves Saint Laurent использовал оригинальный трек «Jungle» Эммы Луиз в их рекламной кампании духов Black Opium.
Эмма сотрудничала с австралийским электроник-дуэтом Flight Facilities при создании трека 2014 года «Two Bodies», написав и исполнив часть музыки. Песня заняла 39 строчку в Triple J’s 2015 Hot 100 Countdown.
В 2015 году Луис играла на открытии концертов британского певца Сэма Смита в рамках его тура In the Lonely Hour Tour . Позднее было объявлено, что Эмма станет главной и единственной певицей, которая будет участвовать в его австралийском туре в ноябре-декабре 2015 года.

## Музыкальный стиль
В 2011 году Эмма Луис в своём интервью заявила: «Моими любимыми музыкальными исполнителями являются Мисси Хиггинс, Джош Пайк, Сара Бласко и Лиор. Мисси Хиггинс действительно вдохновила меня начать писать свою музыку».

## Дискография

### Студийный альбомы
| Год  | Название         | Высшая позиция в чартах | Высшая позиция в чартах | Сертификации |
| Год  | Название         | AUS                     | FRA                     | Сертификации |
| ---- | ---------------- | ----------------------- | ----------------------- | ------------ |
| 2013 | vs Head vs Heart | 12                      | 87                      |              |

### Мини-альбом
| Год  | Название                    | Высшая позиция в чартах | Высшая позиция в чартах | Сертификации |
| Год  | Название                    | AUS                     | FRA                     | Сертификации |
| ---- | --------------------------- | ----------------------- | ----------------------- | ------------ |
| 2011 | Full Hearts and Empty Rooms | —                       | —                       |              |

### Синглы
В качестве ведущего исполнителя
| Год  | Название  | Высшая позиция в чартах | Высшая позиция в чартах | Высшая позиция в чартах | Высшая позиция в чартах | Высшая позиция в чартах | Сертификации | Альбом           |
| Год  | Название  | FRA                     | BEL (Vl)                | BEL (Wa)                | NED                     | SWI                     | Сертификации | Альбом           |
| ---- | --------- | ----------------------- | ----------------------- | ----------------------- | ----------------------- | ----------------------- | ------------ | ---------------- |
| 2011 | «Jungle»  | 3                       | 99                      | 17                      | 100                     | 27                      |              | vs Head vs Heart |
| 2012 | «Boy»     | —                       | —                       | —                       | —                       | —                       |              | vs Head vs Heart |
| 2013 | «Freedom» | —                       | —                       | —                       | —                       | —                       |              | vs Head vs Heart |

В качестве приглашённого исполнителя
| Год  | Название                                      | Высшая позиция в чартах | Высшая позиция в чартах | Высшая позиция в чартах | Высшая позиция в чартах | Высшая позиция в чартах | Высшая позиция в чартах | Высшая позиция в чартах | Высшая позиция в чартах | Высшая позиция в чартах | Сертификации         | Альбом           |
| Год  | Название                                      | AUT                     | BEL (Vl)                | BEL (Wa)                | FRA                     | GER                     | ITA                     | NED                     | SWI                     | UK                      | Сертификации         | Альбом           |
| ---- | --------------------------------------------- | ----------------------- | ----------------------- | ----------------------- | ----------------------- | ----------------------- | ----------------------- | ----------------------- | ----------------------- | ----------------------- | -------------------- | ---------------- |
| 2013 | «My Head Is a Jungle» (совместно с Wankelmut) | 55                      | 34                      | 64                      | 80                      | 29                      | 5                       | 68                      | 35                      | 5                       | - ITA: 2x Платиновый | vs Head vs Heart |
| 2014 | «Two Bodies» (совместно с Flight Facilities)  | —                       | —                       | —                       | —                       | —                       | —                       | —                       | —                       | —                       |                      | Down to Earth    |